# Mercedes-AMG GT
La Mercedes-AMG GT è un modello sportivo di autovettura prodotta in due generazioni dalla casa automobilistica tedesca Mercedes-AMG a partire dal 2014.

## Storia
Introdotta nel 2014 come sostituta della Mercedes-Benz SLS AMG, la vettura è nata come un'auto sportiva coupé a due posti secchi con motore anteriore. È stata la prima vettura ad essere progetta interamente dalla AMG e ad essere marchiata Mercedes-AMG. In termini di posizionamento sul mercato, l'AMG GT è stata concepita come concorrente diretta della Porsche 911.
Oltre alla coupé, nel 2016 è arrivata disponibile la versione roadster (sigla R190). Nel 2018 ne è stata presentata una versione a quattro porte chiamata Mercedes-AMG GT Coupé 4 (sigla X290). Alla prima generazione C190 (2014-2022), ha fatto seguito nel 2023 la seconda generazione C192.
Con la seconda generazione, che adotta un layout a 2+2 e la trazione integrale, non viene resa più disponibile una variante scoperta, che viene sostituita dalla Mercedes-AMG SL.

## Galleria d'immagini
| AMG GT I  | AMG GT II |
| --------- | --------- |
|           |           |
|           |           |
| 2014-2022 | dal 2023  |